# 松嶋潤
松嶋 潤（まつしま じゅん、9月25日 - ）は、日本の声優。アル・シェア所属。東京都出身。

## 人物
趣味は格闘技観戦、プロレス観戦、野球観戦、メガネ集め。特技は卓球、指笛、マッサージ。
資格は普通自動車免許。

## 出演

### テレビアニメ
- しましまとらのしまじろう（ヘソカ）
- レイトン ミステリー探偵社 〜カトリーのナゾトキファイル〜（2018年、医師、モルト・ハッピーバナナ）
- ゾイドワイルド（2019年、ケバブ屋店主）
- ゾイドワイルド ZERO（2019年、兵士）

### 吹き替え

#### 映画
- アイアン・スカイ（インド代表）
- 悪魔はいつもそこに
- アマンダ・バインズ in Sweet Paradise
- エクスペリメント（ベンジー）
- エンジェルアイズ（キム・ウチョル）
- クエスチョン（デイヴ）
- クリーンスキン 許されざる敵（ナビル）
- ザ・クロコダイル 人喰いワニ襲来（兄貴）
- ザ・トゥモロー・ワールド（神父）
- ザ・ナショナルトレジャー ドラゴン神殿の秘宝（大佐）
- THE FIXER（ホリス議員）
- ジェイル ブレイク
- シー・ヴァイパー 潜航作戦!U235を追え!!（ミルチー）
- ジャッジメント・フライ（コリンズ少佐）
- ジュラシック・ブリーダー（ビリー）
- 西施 呉王暗殺
- セックス・イズ・ゼロ２
- 残酷な出勤
- 13の選択（ミスター）
- スティール・サンダー（船長）
- 355（サンティアゴ[2]）
- テリファー(聖夜の悪夢)
- 12モンキーズ（ディーコン）
- ドラゴンアンドソード 選ばれし戦士（クラウディアス）
- ドラゴンオブナチス（ロンメル）
- ハイジャッキング（エリック）
- HITCHCOCK（トマシーニ）
- ビッグ 愛は奇跡（見合い男）
- Flint（デニス副署長）
- ボルテックス　巨大生物総進撃（将軍）
- USS ライオンフィッシュ（ロバーツ提督）
- ユニット7 麻薬取締第7班（マテオ）
- レジェンドオブホーン 伝説の大冒険（リムスポ）
- ロスト・キングダム スルタンの暦

#### アニメ
- アヴリルと奇妙な世界（飼い猫ダーウィン）
- カエルのリビット（カイ）
- サッカー水滸伝〜決戦!宋江vs高俅 炎の神州カップ編〜（魯智深[3]）
- SPACE DOGS（オウム団長）

### ゲーム
- 三国志名将伝(孟獲)
- セブンコア
- シェンムーIII（2019年、貝仙仔 他）
- 幻日のヨハネ -BLAZE in the DEEPBLUE-（2023年）
- 九魂の久遠（2024年、ジョルジュ[4]）
- カルドアンシェル（2024年、ジョルジュ[5]、Dr.J[6]、リチャード[7]、林章[8]）